# Emancipation (filme)
Emancipation é um longa-metragem thriller de ação e drama histórico estadunidense dirigido por Antonie Fuqua, escrito por Willian N.Collage, estrelado por Will Smith lançado em 2022 acerca de um homem escravizado na Louisiana na década de 1860 que escapa de sua plantação, baseado na história real de Peter e Gordon, dois ex-escravizados negros, e nas fotografias das costas nuas de Peter, fortemente açoitadas pelas chicotadas de um capataz, que foram publicadas mundialmente em 1863, dando ao movimento abolicionista a prova da crueldade da escravização.Também é estrelado por Ben Foster e Charmaine Bingwa. 
O produtor Joey McFarland começou a pesquisar a história de Gordon em 2018 e contratou a Collage para escrever o roteiro. O filme foi anunciado oficialmente em junho de 2020, com Fuqua para dirigir e Smith para estrelar. As filmagens ocorreram na Louisiana entre julho e agosto de 2021, com investimento da Apple de US$130 milhões para adquirir os direitos do filme, superando vários outros estúdios.
Emancipation teve sua primeira exibição em Washington, DC em 1º de outubro de 2022 e foi lançado em cinemas selecionados em 2 de dezembro de 2022, antes de um lançamento no streaming em 9 de dezembro, pela Apple TV+. O filme recebeu críticas mistas dos críticos, que elogiaram o desempenho de Smith, mas criticaram o roteiro e sua forma de lidar com os eventos da vida real.

## Enredo
Depois de ser chicoteado quase até a morte, um escravizado chamado Peter foge de uma plantação da Louisiana, vencendo caçadores de sangue frio enquanto segue seu caminho para o norte, onde se junta ao Exército da União. O filme é baseado na história verídica de um escravo fugitivo chamado Gordon. Fotografias de suas costas nuas, fortemente flageladas pelas chicotadas de um feitor, foram publicadas em todo o mundo em 1863, dando ao movimento abolicionista uma prova da crueldade da escravidão americana.

## Elenco
- Will Smith como Peter[5]
- Ben Foster como Fassel[5]
- Charmaine Bingwa como Dodienne[5]
- Gilbert Owuor como Gordon[5]
- Mustafa Shakir como Cailloux[5]

## Produção
Em 15 de junho de 2020, foi relatado que Antoine Fuqua iria dirigir Will Smith em Emancipation, baseado em um roteiro escrito por William N. Collage. Ao fazer o filme, Fuqua disse:
| “ | "Já se passaram quase dois anos desde que li o roteiro pela primeira vez. Ele atingiu meu coração e minha alma de tantas maneiras que são impossíveis de transmitir, mas acho que você entende. Estamos observando alguns dos sentimentos que tive, no ruas agora. Há tristeza, há raiva, há amor, fé e esperança ... Isso é importante ver, e a coisa mais esperançosa que estou vendo, é que eles não vão suportar mais." | ” |

Warner Bros, MGM, Lionsgate e Universal Pictures licitaram o filme antes que a Apple ganhasse os direitos de distribuição por mais de US$130 milhões. Em agosto de 2021, Ben Foster, Charmaine Bingwa, Gilbert Owuor e Mustafa Shakir se juntaram ao elenco.
As filmagens deveriam se iniciar em 3 de maio de 2021, em Los Angeles. Posteriormente, foi programado para começar a ser filmado em 21 de junho de 2021, na Geórgia, mas em 12 de abril, foi anunciado que o filme seria rodado em outro lugar devido ao Ato de Integridade Eleitoral de 2021, recentemente promulgado. Smith e Fuqua disseram em um comunicado declaração: "Não podemos, em sã consciência, fornecer apoio econômico a um governo que promulga leis eleitorais regressivas destinadas a restringir o acesso dos eleitores." A mudança de local custou aproximadamente US$ 15 milhões. As filmagens foram anunciadas para acontecer em Nova Orleans de 12 de julho a 21 de agosto de 2021. Em 2 de agosto, as filmagens foram interrompidas por cinco dias como resultado de vários testes de COVID-19 positivos. Em maio de 2022, o lançamento do filme foi adiado para uma possível data de 2023, com as razões dadas sendo vários atrasos na produção, a controvérsia em torno de Smith dando um tapa em Chris Rock no 94º Oscar e um cronograma de lançamento de filmes superlotado da Apple.

## Lançamento
Uma exibição de Emancipation foi realizada na 51ª Conferência Legislativa Anual da Congressional Black Caucus Foundation em Washington, DC, em 1º de outubro de 2022, com Smith e Fuqua presentes para uma discussão subsequente de perguntas e respostas. Também foi exibido em Los Angeles, em 24 de outubro de 2022. O filme estreou nos cinemas em 2 de dezembro de 2022, seguido por um lançamento em 9 de dezembro na Apple TV+.
Em maio de 2022, o lançamento do filme foi adiado para 2023, com os motivos apresentados sendo vários atrasos na produção, a controvérsia sobre Smith dar um tapa em Chris Rock no 94º Oscar e uma agenda de lançamento de filmes superlotada da Apple. Posteriormente, foi transferido para a data de dezembro de 2022.

## Recepção
No site agregador de críticas, Rotten Tomatoes, 45% das 152 críticas dos críticos são positivas, com uma classificação média de 5,6/10. O consenso do site diz: "Emancipation funciona como um filme de ação - embora esteja desconfortavelmente em desacordo com o tratamento desajeitado dos eventos da vida real que inspiraram sua história emocionante." O Metacritic, que usa uma média ponderada, atribuiu ao filme uma pontuação de 53 em 100, com base em 40 críticos, indicando "críticas mistas ou médias".